# لامیه ولی‌اوا
لامیه ولی‌اوا (ترکی آذربایجانی: Lamiyə Vəliyeva؛ زادهٔ ۵ آوریل ۲۰۰۲) ورزشکار پارادوومیدانی اهل جمهوری آذربایجان است. رشته تخصصی او دو سرعت است. وی به عنوان نماینده جمهوری آذربایجان در بازی‌های پارالمپیک تابستانی ۲۰۲۰ و بازی‌های پارالمپیک تابستانی ۲۰۲۴ حضور پیدا کرد.

## ورزش حرفه‌ای
لامیه ولی‌اوا در بازی‌های پارالمپیک تابستانی ۲۰۲۰ برای جمهوری آذربایجان دویده و برنده مدال طلا در مادهٔ دو ۴۰۰ متر کلاس تی ۱۳ و مدال نقره در مادهٔ دو ۱۰۰ متر کلاس تی ۱۳ شد.
ور در مسابقات جهانی پارا دو و میدانی ۲۰۲۳ رقابت کرد و دو مدال طلا در ماده‌های دو ۱۰۰ و ۴۰۰ متر کلاس تی ۱۳ را به دست آورد. مجدداً به رقابت در بازی‌های پارالمپیک تابستانی ۲۰۲۴ در پاریس پرداخته و در ماده‌های یاد شده دو مدال طلا را ازآن خود نمود.
لامیه ولی‌اوا نماینده جمهوری آذربایجان در بازی‌های پارالمپیک تابستانی ۲۰۲۴ بود که توانست در مادهٔ دو ۱۰۰ متر کلاس تی ۱۳ به مدال طلا دست یابد. وی همچنین با زمان ۱۱٫۷۶ ثانیه رکورد جدیدی در رشته دو ۱۰۰ متر به نام خود ثبت کرد، به طوری که رکورد «لیلا آدزمتوا» اهل اوکران را که با زمان ۱۱٫۷۹ ثانیه در بازی‌های پارالمپیک تابستانی ۲۰۱۶ به ثبت رسانده بود، شکست. او همچنین با زمان ۵۵٫۰۹ ثانیه برنده مدال نقره در مادهٔ دو ۴۰۰ متر کلاس تی ۱۳ شد.

## جوایز
به دستور الهام علی‌اف، رئیس‌جمهور آذربایجان، مورخ ۱۰ سپتامبر سال ۲۰۲۴، از لامیه ولی‌اوا در ازای دست‌آوردهای قابل توجه‌اش در بازی‌های پارالمپیک تابستانی ۲۰۲۰ و خدماتش به پیشرفت ورزش آذربایجانی با اعطای نشان شهرت تقدیر به عمل آمد.
بنابر دیگر دستور هم‌زمان رئیس‌جمهور آذربایجان، به لامیه ولی‌اوا و مربی‌اش به خاطر کسب مدال‌های طلا و نقره در در بازی‌های پارالمپیک ۲۰۲۴ به ترتیب جایزه‌های ۲۰۰ هزار و ۱۰۰ هزار منات آذربایجان اهدا شد.